# Noja (Kantabrien)
Noja ist eine Gemeinde in der spanischen Autonomen Region Kantabrien. Die Gemeinde hat keine eigenen Ortsteile und grenzt im Norden an das Kantabrische Meer und im Süden, von Westen nach Osten, an die Gemeinden Arnuero, Argoños und Santoña.

## Geschichte
In der Gegend gibt es archäologische Stätten, in denen Material aus dem Paläolithikum, Neolithikum und aus der Römerzeit gefunden wurde.
Die erste Erwähnung von Noja findet sich in einem schriftlichen Dokument aus dem Jahr 927, in dem auf die vielen damals existierenden Klöster hingewiesen wird. Zu dieser Zeit wurden die ersten Dörfer um Kirchen und Klöster herum gebaut, und Noja entstand um das Monasterio de San Lorenzo de Garvijos, das sich am Fuße des Berges Mijedo befand und von dem heute keine Überreste mehr vorhanden sind.

## Bevölkerungsentwicklung
| 1842 | 1900 | 1950 | 1981 | 1991 | 2001 | 2011 |
| ---- | ---- | ---- | ---- | ---- | ---- | ---- |
| 758  | 673  | 1025 | 1308 | 1562 | 2104 | 2653 |